# Walter B. Huber

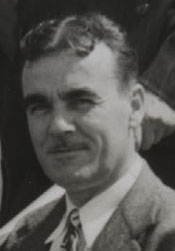
Walter B. Huber (1945)

Walter B. Huber (* 29. Juni 1903 in Akron, Ohio; † 8. August 1982 in Lexington Park, Maryland) war ein US-amerikanischer Politiker. Zwischen 1945 und 1951 vertrat er den Bundesstaat Ohio im US-Repräsentantenhaus.

## Werdegang
Über die Jugend und Schulausbildung von Walter Huber ist nichts überliefert. Zwischen 1936 und 1944 arbeitete er für die Staatsanwaltschaft im Summit County. Politisch schloss er sich der Demokratischen Partei an. Bei den Kongresswahlen des Jahres 1944 wurde er im 14. Wahlbezirk von Ohio in das US-Repräsentantenhaus in Washington, D.C. gewählt, wo er am 3. Januar 1945 die Nachfolge des Republikaners Edmund Rowe antrat. Nach zwei Wiederwahlen konnte er bis zum 3. Januar 1951 drei Legislaturperioden im Kongress absolvieren. In diese Zeit fielen das Ende des Zweiten Weltkriegs und der Beginn des Kalten Krieges. Im Jahr 1950 wurde er nicht wiedergewählt.
1952 bewarb sich Huber erfolglos um die Rückkehr in den Kongress. Zwischen 1955 und 1958 war er Ermittler für den Unterausschuss des US-Senats für Patente und Schutzrechte; von 1958 bis 1959 arbeitete er für einen Unterausschuss (Legislative Oversight) des US-Repräsentantenhauses. Danach fungierte er zwischen 1959 und 1968 als Berater des Ausschusses für unamerikanische Umtriebe. Anschließend arbeitete er ebenfalls als Berater für eine Umweltschutzorganisation. Dabei lebte er in Nanjemoy (Maryland). Er starb am 8. August 1982 in Lexington Park.